# Angiens
Angiens is een gemeente in het Franse departement Seine-Maritime (regio Normandië) en telt 625 inwoners (1999). De plaats maakt deel uit van het arrondissement Dieppe.

## Geografie
De oppervlakte van Angiens bedraagt 6,8 km², de bevolkingsdichtheid is 91,9 inwoners per km².
De onderstaande kaart toont de ligging van Angiens met de belangrijkste infrastructuur en aangrenzende gemeenten.

## Demografie
Onderstaande figuur toont het verloop van het inwonertal (bron: INSEE-tellingen).